# Järva-Peetri församling
Järva-Peetri församling (estniska: Järva-Peetri kogudus) är en församling som tillhör Järva kontrakt inom den Estniska evangelisk-lutherska kyrkan. Församlingen omfattar Kareda kommun, större delen av Koigi kommun, en stor del av Roosna-Alliku kommun samt en mindre del av Paide kommun i landskapet Järvamaa.

## Större orter
- Peetri (småköping)